# Mataró
Mataró – miasto w północno-wschodniej Hiszpanii, w regionie Katalonia, nad Morzem Śródziemnym. Przedmieścia Barcelony. W 2022 liczyło 128 956 mieszkańców.

## Architektura
W Mataró urodził się architekt Josep Puig i Cadafalch (1867–1956), którego autorstwa jest projekt ratusza (ajuntament) i kilku innych budynków w mieście:
- Casa Coll i Regàs
- Casa Parera
- Casa Sisternes
- El Rengle
- La Beneficiència

## Sport
Działa tutaj klub piłki nożnej, CE Mataró, grający obecnie w lokalnej lidze katalońskiej Divisiones Regionales de Fútbol in Catalonia.